# Erbschaftsvertrag von Scheidt genannt Weschpfennig 1569
Der Erbschaftsvertrag von Scheidt genannt Weschpfennig 1569 regelte den Nachlass des Rorich von Scheidt genannt Weschpfennig. Er verstarb am 3. August 1565. Die Erbbesprechung zwischen den Söhnen fand erst am 15. März 1576 statt und regelte die Aufteilung des hauptsächlich im Amt Blankenberg gelegenen umfangreichen Besitzes.

## Protokoll
Im Protokoll werden die edlen und ehrenfesten Gebrüder der Verhandlung genannt:
- Engelbert
- Johann
- Volmar
- Wilhelm
- Gotthard
- Peter
- Adolf,

letztere beide Kellner zu Kloster Springiersbach und Corvey.

### Adeliger Vorteil
Engelbert als Ältester erhielt den adeligen Vorteil und durfte das elterliche Stammhaus in der Bröl behalten. Wilhelm handelte ihm dieses aber ab und einigte sich auch mit seinen anderen Brüdern. Wilhelm erhielt die Hälfte der 15 Gulden Manneld, die sein Vater bezog, die andere Hälfte ging an seine zwei Brüder geistlichen Standes. Inventar und Feldfrüchte wurden geteilt. Wilhelm verzichtete auf ausstehende Forderungen aus der Erbmasse, unter anderem gegen Anton von Holzhausen, und übernahm alle Schulden mit Ausnahme des Heiratsgeldes seiner Schwester Adelheid, das seine vier weltlichen Brüder aufbringen sollten. Dagegen erhielt er die Rente aus Ersdorf in der Grafschaft Neuenahr.

### Weiterer Erbteil Wilhelm
Des Weiteren erhielt er die von der verstorbenen Mutter bewirtschafteten Ländereien, die Bitze oberhalb des Hofes, das Siefenstück, die Hinterharth, den Wingertsgarten, das Fußberger und das Eicher Feld, weiterhin die Burghardt von Mühlenauel bis ans Törchen im Fussberger Pfad, das Ecker genannte Büschchen, die Büsche in der Barnemich (im Kelterser Busch halb, im Bammestellen halb), die Velkener Büsche im Nutscheid, die Hauswiese, die Auelswiese (Steinwieschen), die Wiese oberhalb des Eicher Weihers, den Weiher mit zwei anliegenden Teichen, den Gecksweiher und die Fischerei im Kirchspiel bis zum Katzauel.
Außerdem erhielt er das Recht, die Nutzung der Kalkkuhlen zwischen Danhardt und Hinterhardt bis an den Fuhrweg zwischen Scheid und der Heiligen Eiche für Baubedarf durch die Höfe Scheid, Etzenbach und Schönenberg zu erweitern. Kalk selber brennen für Dünger durfte er aber nur sparsam und solange Holz vor Ort vorhanden war.

### Johann
Johann erhielt den Hof zu Lohmar und den Hof zu Fussberg (Bröl gegenüber), Hof und Zehnt zu Hönscheid, den Zehnt auf dem Berg und den Zehnt der Hälfte von Barnemich zum Drittel.

### Engelbert
Engelbert bekam den Hof zu Buisdorf und alle umliegenden Ländereien, den halben Hof zu Buch, den Hof zu Hülscheid, die Bitzenwiese, die Buschgerechtigkeit zu Kaldauen, Niederpleis und anderenorts, ein Viertel aus den Keltersern Büschen und den Bammestellen sowie den Kersekorf unter Haus Attenbach.

### Volmar
Volmar erhielt neben seinem Erbteil den Hof auf dem Scheid (mit Katzenaueler Wiese unterhalb der Ölmühle, aus dem halben Barnemich zwei Teile, aus dem Kelterser Busch ein Viertel, ein Zehnt im Jünkersfeld, das Erbe zu Kesselscheid und die Bitze zu Kämerscheid), den Hof Etzenbach, den Hof Schönenberg, das Höfchen zu Huppach, vierzig Morgen im Nutscheid und das Höfchen Gutmannseichen.

### Gotthard
Gotthard erhielt den Hof zu Bettringen mit allen Rechten, den Hof Süchterscheid, den Hof Rankenhohn, den Busch bei Uckerath und den Schelfwinkel bei Haus Attenbach.

### Aufgeschobene Teilungen
Ungeklärt blieb vorerst die Zuteilung vom Wingert zu Hennef (Sieg) und zu Blankenberg und einiger anderer Rechte und Grundstücke (zum Teil durch weitere Todesfälle und Einheiratungen).